# سباحة ظهرية

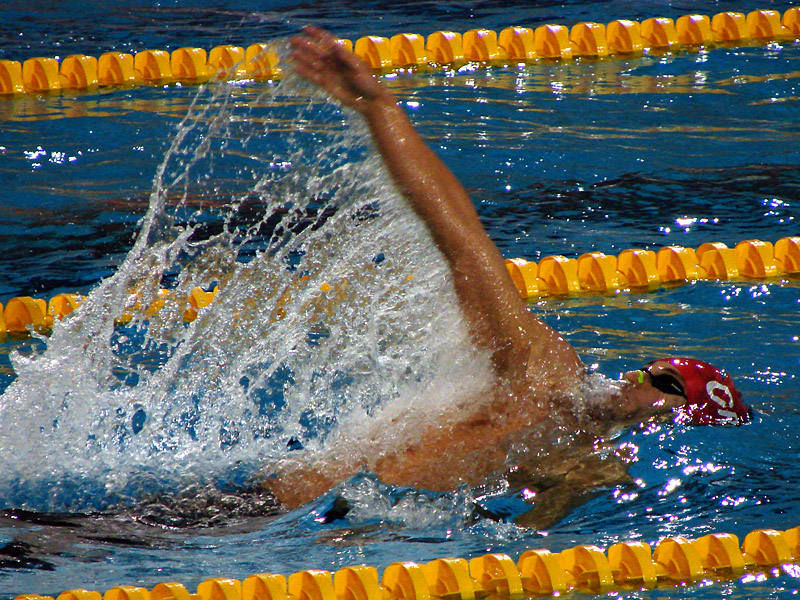
جوردون كوزولج السباحة ظهرا في 2008 يورو

السِّبَاحَةُ الظَّهْرِيَّةُ أو السباحة الخلفية Backstroke سباحة الزحف على الظهر. يشبه الأداء الحركي لسباحة الزحف على الظهر والسباحة السابقة للزحف على البطن ولكن تؤدي على الظهر كما أن البدء فيها يكون داخل الماء.

## التاريخ
سباحة الظهر هو اسلوب قديم من السباحة، تم تروجها من قبل هاري هيبنر وكانت هذه ثاني ضربة ليكون سابح في المنافسات بعد الزحف الأمامي. أول الأولمبيات كان في منافسة السباحة الخلفية في 1900 دورة الألعاب الاولمبية باريس للرجال 200 متر.

## التقنيات
أهم شئ وضع الجسم يأخذ الجسم وضع أفقي مائل قليلاً والرجلين تحت الماء والرأس في وضعها الطبيعي مع بقاء الذقن قرب الصدر والنظر للأمام تجاه أمشاط القدمين.
أ-المرحلة الأساسية:
1-الدخول إلي الماء:
تدخل الذراع الماء مفرودة تماماً بجانب الرأس وإلى الخارج قليلاً بما يسمح به مرونة مفصل الكتف بحيث يدخل الإصبع الصغير في الماء أولا لتواجه الكف للخارج.
2-المسك:
ويكون بعد دخول الذراع الماء في نقطة جانباً عالياً تستطيع الذراع منها دفع الماء.
3-الشد والدفع:
تبدأ بعد المسك حتى تتعامد الذراع جانباً على الكتف، ويتزايد انثناء الذراع من مفصل المرفق لأسفل ليقترب الكف من الجسم للاحتفاظ بخط الدفع المستقيم تجاه القدمين، وتستمر حركة الدفع حتى يصل الكف بجانب مفصل الفخذ لتؤدي حركة ضغط على الماء لأسفل تجاه القاع.

### حركات الذراعين

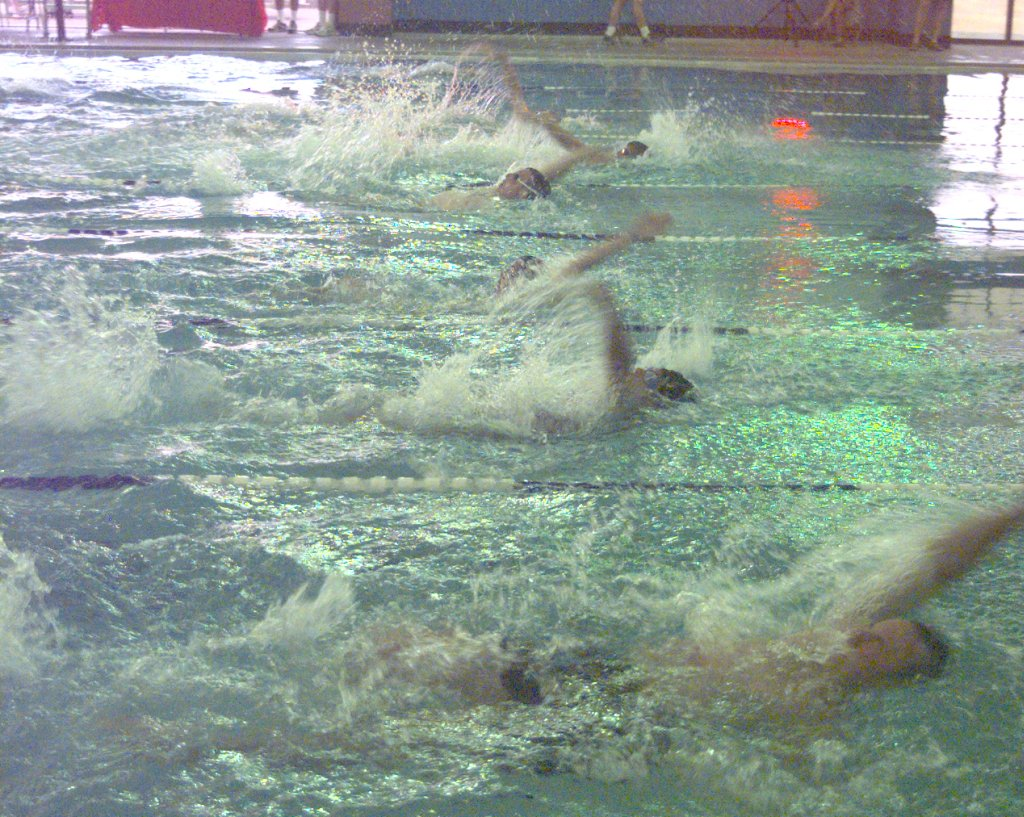
سباحة الظهر (مسابقة للهواة، الاسلوب غير الأمثل)

في السباحة الخلفية، تساهم الذراعين في الحركة إلى الأمام. تتكون ضربة ذراع من جزئين رئيسيين: مرحلة القوة (التي تتكون من ثلاثة أجزاء منفصلة) والإرجاع.
حركات الذراعين تكون حركتها تبادلية، حيث تبدأ من الوضع بجانب الرأس لدفع الماء للجانب تجاه القدمين. وتشمل حركات الذراعين على مرحلتين.

#### المتغيرات
إن شكلا مختلفا هو نقل كل الذراعين متزامنة وليس بالتناوب مماثلة إلى الجانب الصاعد سباحة فراشة إلى أسفل. هذا هو أسهل للتنسيق، والسرعة القصوى خلال مرحلة التوليد المشترك للطاقة هي أسرع، ولكن سرعة أبطأ بكثير خلال الاسترداد مجتمعة. فإن السرعة المتوسطة عادة تكون أقل من متوسط سرعة الضربة بالتناوب.

### ضربات الرجلين
تكون الحركة تبادلية رأسية، بحيث يتراوح عمق حركة الرجل من 2-2.5 قدم وتبدأ من مفصل الفخذ وتؤدي بحركة كرباجية.
ويجب عدم ظهور الركبة على سطح الماء كعلامة على عدم ثني الركبتين وتكون الحركة الأساسية للرجلين أثناء دفع الماء للخلف وأعلى. ويجب تقارب أصابع القدمين لدرجة التلامس.

### التنفس
يكون طبيعياً بأقل حركة ممكنة في الرأس، ويتم أخذ الشهيق أثناء الحركة الرجوعية لأحد الذراعين، يؤدي الزفير أثناء حركة الدخل والمسك لنفس الذراع من الفم والأنف ويؤدي التنفس دون لف أو دوران للرأس.
2-التوافق:
تؤدي ست ضربات للرجلين مع دورة كاملة للذراعين.

### المرحلة الرجوعية
تبدأ عند خروج الذراع من الماء، وتتم باستمرار به بعد انتهاء الدفع وبدء التخلص وتستمر في حركتها الدائرية حتى نقطة الدخول.

## تعليم سباحة الزحف على الظهر
عندما يبدأ المعلم في العملية التعليمية يجب أن يتأكد أولا من اكتساب الأفراد الخاضعين لتعليم المهارات الأساسية والتمهيدية اللازمة ثم يبدأ في إعطاء النموذج والتعليق عليها والتأكد على أهمية وضع الجسم الأفقي المائل قليلاً والرجلين تحت سطح الماء مسافة 20 – 30 سم والوجه والصدر فوق سطح الماء والنظر يتجه لأعلى ومائلاً نحو القدمين ثم يعطي شرحاً لحركة الرجلين ثم الذراعين والربط بينهما.
ويمكن استخدام الخطوات التعليمية التالية:
1. الجلوس على حافة الحمام وأداء ضربات الرجلين.
2. مسك ماسورة الحمام وأداء ضربات الرجلين.
3. أداء ضربات الرجلين باستخدام أداة طفو أو أكثر.
4. أداء ضربات الرجلين باستخدام الذراعين المجدافية.
5. أداء ضربات الرجلين مع استرخاء الذراعين أعلى الفخذ.
6. تعليم حركات الذراعين من وضع الوقوف خارج الماء وداخله.
7. تشبيك القدمين أسفل الماسورة وأداء ضربات الذراعين.
8. أداء حركة السباحة كاملة بالربط بين ضربات الرجلين وحركات الذراعين.
9. الاستمرار في التمرين على الربط الرجلين والذراعين حتى تتم عملية التوافق.

ويجب على المعلم مراعاة الأخطاء الشائعة أثناء عملية التعليم والعمل على إصلاحها أولا بأول.

## معرض صور

## وصلات خارجية
- Swim.ee: Detailed discussion of swimming techniques and speeds
- Backstroke Start نسخة محفوظة 6 سبتمبر 2015 على موقع واي باك مشين.: USA Swimming backstroke start